# Intelsat 1R
Intelsat 1R – satelita telekomunikacyjny należący do operatora Intelsat, międzynarodowego giganta w tej dziedzinie, który od 1965 roku wyniósł na orbitę przeszło 80 satelitów. Pierwotnie nazywał się PanAmSat 1R (PAS-1R) i należał do operatora PanAmSat, który w 2006 roku został przejęty przez Intelsat.
Satelita PanAmSat 1R został wyniesiony na orbitę 16 listopada 2000. 
Znajduje się na orbicie geostacjonarnej (nad równikiem). Początkowo pracował na pozycji 45. stopnia długości geograficznej zachodniej, od 2009 znajduje się na 50°W.
Nadawał sygnały stacji telewizyjnych, radiowych, przekazy telewizyjne oraz dane (dostęp do Internetu) do odbiorców (w rozproszonych wiązkach) w obu Amerykach, Europie oraz w Afryce. Obecnie (listopad 2013) nie nadaje już programów telewizyjnych ani radiowych dla Europy.